# Lindera polyantha
Lindera polyantha är en lagerväxtart som först beskrevs av Carl Ludwig von Blume, och fick sitt nu gällande namn av Jacob Gijsbert Boerlage. Lindera polyantha ingår i släktet Lindera och familjen lagerväxter. Inga underarter finns listade i Catalogue of Life.